# Hans Beck
Hans Arnold Beck (Kongsberg, 25 aprile 1911 – Oslo, 10 aprile 1996) è stato un saltatore con gli sci norvegese.

## Biografia
Fu selezionato per partecipare ai III Giochi olimpici invernali di Lake Placid 1932 grazie alla vittoria ottenuta al Trofeo Holmenkollen del 1931, nella categoria juniores; a Lake Placid si piazzò al secondo posto con 227,0 punti, dietro al connazionale Birger Ruud e dopo essersi classificato al primo posto dopo la prima serie di salti.
Nel 1935 vinse la gara di salto del Trofeo Holmekollen e nel 1936 conquistò l'argento ai Campionati norvegesi. Si sposò nel 1949 ed ebbe due figli.

## Palmarès

### Olimpiadi
- 1 medaglia, valida anche ai fini iridati:
  - 1 argento (trampolino normale Lake Placid 1932)

### Campionati norvegesi
- 1 medaglia:
  - 1 argento (nel 1936)